# John Pasche
John Pasche, född 1945, är en brittisk grafisk designer mest känd för att ha skapat logotypen (Tongue and Lip Design) för bandet The Rolling Stones.

## Utbildning
John Pasche har en kandidatexamen i grafisk design från Brighton College of Art där han studerade 1963-1967. Han tog senare en magisterexamen vid Royal College of Art i London där han läste mellan 1967 och 1970.

## Arbete

### Royal College of Art
Vid Royal College of Art, designade John Pasche en filmaffisch för Judex 1969. Han gjorde ytterligare en affisch för Roger Vadims film Och gud skapade kvinnan från 1956. Han tog också fram en poster för ett frimärksseminarium som 1970 hölls vid Royal College of Art.
Mellan 1970 och 1974 formgav han fyra affischer för bandet Rolling Stones, men har under åren även utfört uppdrag åt många andra artister som Paul McCartney, The Who, The Stranglers, Dr. Feelgood, Jimi Hendrix, Judas Priest och David Bowie. Idag arbetar han som frilansande formgivare.

### Musikindustrin
För The Rolling Stones designade Pasche logotypen "Tongue and Lip Design" 1971, som från första början fanns med på albumet Sticky Fingers . I augusti 2008 blev logotypen framröstad som den mest framstående bandlogotypen genom tiderna. Pasche upptäcktes av Mick Jagger när han 1969 besökte Royal College of Art.

## Tounge and Lip i Sverige
Under 2011 kunde svenskarna köpa t-shirts från klädbutiken Dressman med "Tongue and Lip Design" tryckt på bröstet.

## Priser
| Priser |                                            |
| 1970   | IPA Award Best RCA Graphic Design Student  |
| 1970   | D&AD Awards Annual                         |
| 1971   | D&AD Awards Annual                         |
| 1973   | D&AD Awards Annual                         |
| 1974   | Music Week - Highly Commended Album Sleeve |
| 1975   | D&AD Awards Annual                         |
| 1976   | D&AD Silver Award                          |
| 1977   | D&AD Awards Annual                         |
| 1979   | Music Week - Top classical album           |
| 1980   | D&AD Awards Annual                         |
| 1980   | NME Top Album Sleeve                       |
| 1980   | Music Week - Top Point of Sale Design      |
| 1980   | Music Week - Top TV Commercial             |
| 1981   | D&AD Awards Annual                         |
| 1982   | Music Week - Top classical sleeve          |
| 1983   | D&AD Awards Annual                         |
| 1983   | Music Week - Top Classical Sleeve          |
| 1985   | D&AD Awards Annual                         |
| 1987   | Music Week - Top Album Sleeve              |
| 1987   | Music Week - Top Single Sleeve             |
| 1988   | D&AD Awards Annual                         |
| 1996   | Communication Arts - Award of Excellence   |